# Олеис (Удине)
Олеис је насеље у Италији у округу Удине, региону Фурланија-Јулијска крајина.
Према процени из 2011. у насељу је живело 354 становника. Насеље се налази на надморској висини од 90 м.